# Henryk Krukowski

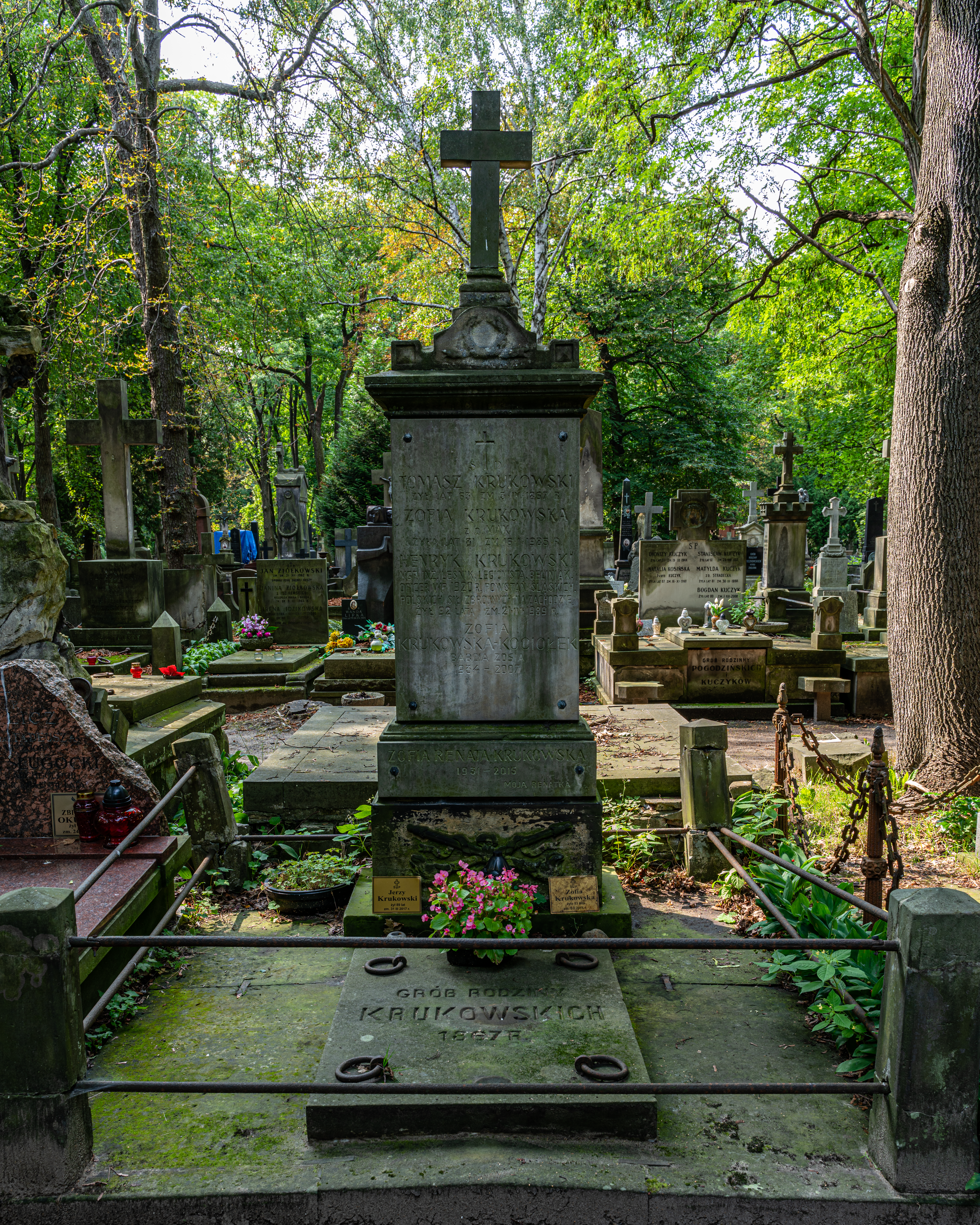
Grób Henryka Krukowskiego na cmentarzu Powązkowskim

Henryk Krukowski (ur. 12 lutego 1897 w Warszawie, zm. 21 kwietnia 1989 tamże) – żołnierz Legionów Polskich, powstaniec śląski, oficer Wojska Polskiego w II Rzeczypospolitej i Polskich Sił Zbrojnych, kawaler Orderu Virtuti Militari.

## Życiorys
Urodził się w rodzinie Józefa i Florentyny z Gogolewskich. Absolwent szkoły średniej. 13 lipca 1915 wstąpił do Legionów Polskich. Początkowo został przydzielony do żandarmerii polowej, a następnie do 1. szwadronu 1 pułku ułanów. Walczył na szlaku od Lublina, przez Polesie, Wołyń, Stochód, po Polską Górę pod Kostuchniówką.
W lipcu 1917 odszedł z Legionów i wstąpił do Polskiej Organizacji Wojskowej w Radomiu, a w listopadzie 1918 do milicji ludowej PPS.
W 1919 w odrodzonym Wojsku Polskim był dowódcą kompanii w 79 pułku piechoty. W kwietniu 1920 odkomenderowany do II Oddziału Sztabu MSWojsk., a w maju skierowany na Górny Śląsk, na stanowisko szefa referatu I w Wydziale Plebiscytowym. Potem był oficerem w referacie broni, a następnie zastępcą szefa referatu do działań specjalnych Tadeusza Puszczyńskiego. W styczniu 1921 podjął naukę w Szkole Głównej Gospodarstwa Wiejskiego, lecz po wybuchu III powstania, powrócił na Śląsk i dowodził oddziałami destrukcyjnymi Grupy „Północ”.
Po zakończeniu działań wojennych ukończył studia na Wydziale Leśnym SGGW. Później pracował w Brazylii w rejonie Kurytyby. W latach 1927 − 1939 był nadleśniczym w Puszczy Białowieskiej. 29 stycznia 1932 został mianowany na stopień kapitana ze starszerństwem z 2 stycznia 1932 roku i 34. lokatą w korpusie oficerów rezerwowych piechoty. Posiadał wówczas przydział w rezerwie do 14 pułku piechoty we Włocławku. Dwa lata później posiadał przydział w rezerwie do 37 pułku piechoty w Kutnie.
W 1939 zmobilizowany, walczył w kampanii wrześniowej, a po klęsce wojsk polskich działał w polskim i jugosłowiańskim ruchu oporu. W 1944 wstąpił do 2 Korpusu Polskiego.
W 1947 powrócił do polski i do emerytury pracował w leśnictwie. W 1975 mianowany majorem.
Zmarł w Warszawie, pochowany na cmentarzu Powązkowskim (kwatera 42 rząd 5 miejsce 24 i 25).
Żonaty, dzieci: Jerzy (ur. 1928), Henryk (ur. 1930), Zofia (ur. 1933).

## Ordery i odznaczenia
- Krzyż Srebrny Orderu Virtuti Militari
- Krzyż Niepodległości – 24 października 1931 „za pracę w dziele odzyskania niepodległości”[6]
- Krzyż Kawalerski Orderu Odrodzenia Polski
- Krzyż Walecznych (czterokrotnie)[1]
- Złoty Krzyż Zasługi[1]